# 2019-es CONCACAF-aranykupa
A 2019-es CONCACAF-aranykupa az észak- és közép-amerikai, valamint a Karib-térség labdarúgó-válogatottjainak kiírt 15. tornája, melyet június 15. és július 7. között rendeztek. A mérkőzések többsége az Amerikai Egyesült Államokban volt, de a B és C csoport két–két mérkőzését Costa Ricában és Jamaicában játszották.
2018 februárjában a CONCACAF bejelentette, hogy a torna csapatainak létszámát a 12-ről 16-ra növelik.
A 2019-es CONCACAF-aranykupát Mexikó válogatottja nyerte meg, miután a döntőben 1–0-ra legyőzte a házigazda és címvédő Egyesült Államok csapatát.

## Résztvevők
| Csapat             | Kvalifikáció                                                    | Részvételek száma |
| ------------------ | --------------------------------------------------------------- | ----------------- |
| Mexikó             | 2018-as labdarúgó-világbajnokság-selejtező, 5. forduló, 1. hely | 15                |
| Costa Rica         | 2018-as labdarúgó-világbajnokság-selejtező, 5. forduló, 2. hely | 14                |
| Panama             | 2018-as labdarúgó-világbajnokság-selejtező, 5. forduló, 3. hely | 9                 |
| Honduras           | 2018-as labdarúgó-világbajnokság-selejtező, 5. forduló, 4. hely | 14                |
| Egyesült Államok   | 2018-as labdarúgó-világbajnokság-selejtező, 5. forduló, 5. hely | 15                |
| Trinidad és Tobago | 2018-as labdarúgó-világbajnokság-selejtező, 5. forduló, 6. hely | 10                |
| Haiti              | 2019–2020-as CONCACAF Nemzetek Ligája, selejtező, 1. hely       | 7                 |
| Kanada             | 2019–2020-as CONCACAF Nemzetek Ligája, selejtező, 2. hely       | 14                |
| Martinique         | 2019–2020-as CONCACAF Nemzetek Ligája, selejtező, 3. hely       | 6                 |
| Curaçao            | 2019–2020-as CONCACAF Nemzetek Ligája, selejtező, 4. hely       | 2                 |
| Bermuda            | 2019–2020-as CONCACAF Nemzetek Ligája, selejtező, 5. hely       | 1                 |
| Kuba               | 2019–2020-as CONCACAF Nemzetek Ligája, selejtező, 6. hely       | 9                 |
| Guyana             | 2019–2020-as CONCACAF Nemzetek Ligája, selejtező, 7. hely       | 1                 |
| Jamaica            | 2019–2020-as CONCACAF Nemzetek Ligája, selejtező, 8. hely       | 11                |
| Nicaragua          | 2019–2020-as CONCACAF Nemzetek Ligája, selejtező, 9. hely       | 3                 |
| Salvador           | 2019–2020-as CONCACAF Nemzetek Ligája, selejtező, 10. hely      | 11                |

## Helyszínek
A mérkőzéseket az alábbi helyszíneken rendezik:

### Egyesült Államok
| Pasadena (Los Angeles környéke) | Denver | Houston | Houston |
| ------------------------------- | --- | --- | --- |
| Rose Bowl                       | Broncos Stadium at Mile High | NRG Stadium | BBVA Compass Stadium |
| Férőhely: 90 888                | Férőhely: 76 125 | Férőhely: 71 795 | Férőhely: 22 039 |
|                                 | | | |
| Charlotte                       | Saint Paul Los Angeles Glendale Philadelphia Charlotte Frisco Cleveland Kansas City Denver Nashville Houston Pasadena Chicago Harrison | Saint Paul Los Angeles Glendale Philadelphia Charlotte Frisco Cleveland Kansas City Denver Nashville Houston Pasadena Chicago Harrison | Saint Paul Los Angeles Glendale Philadelphia Charlotte Frisco Cleveland Kansas City Denver Nashville Houston Pasadena Chicago Harrison |
| Bank of America Stadium         | Saint Paul Los Angeles Glendale Philadelphia Charlotte Frisco Cleveland Kansas City Denver Nashville Houston Pasadena Chicago Harrison | Saint Paul Los Angeles Glendale Philadelphia Charlotte Frisco Cleveland Kansas City Denver Nashville Houston Pasadena Chicago Harrison | Saint Paul Los Angeles Glendale Philadelphia Charlotte Frisco Cleveland Kansas City Denver Nashville Houston Pasadena Chicago Harrison |
| Férőhely: 75 525                | Saint Paul Los Angeles Glendale Philadelphia Charlotte Frisco Cleveland Kansas City Denver Nashville Houston Pasadena Chicago Harrison | Saint Paul Los Angeles Glendale Philadelphia Charlotte Frisco Cleveland Kansas City Denver Nashville Houston Pasadena Chicago Harrison | Saint Paul Los Angeles Glendale Philadelphia Charlotte Frisco Cleveland Kansas City Denver Nashville Houston Pasadena Chicago Harrison |
|                                 | Saint Paul Los Angeles Glendale Philadelphia Charlotte Frisco Cleveland Kansas City Denver Nashville Houston Pasadena Chicago Harrison | Saint Paul Los Angeles Glendale Philadelphia Charlotte Frisco Cleveland Kansas City Denver Nashville Houston Pasadena Chicago Harrison | Saint Paul Los Angeles Glendale Philadelphia Charlotte Frisco Cleveland Kansas City Denver Nashville Houston Pasadena Chicago Harrison |
| Philadelphia                    | Saint Paul Los Angeles Glendale Philadelphia Charlotte Frisco Cleveland Kansas City Denver Nashville Houston Pasadena Chicago Harrison | Saint Paul Los Angeles Glendale Philadelphia Charlotte Frisco Cleveland Kansas City Denver Nashville Houston Pasadena Chicago Harrison | Saint Paul Los Angeles Glendale Philadelphia Charlotte Frisco Cleveland Kansas City Denver Nashville Houston Pasadena Chicago Harrison |
| Lincoln Financial Field         | Saint Paul Los Angeles Glendale Philadelphia Charlotte Frisco Cleveland Kansas City Denver Nashville Houston Pasadena Chicago Harrison | Saint Paul Los Angeles Glendale Philadelphia Charlotte Frisco Cleveland Kansas City Denver Nashville Houston Pasadena Chicago Harrison | Saint Paul Los Angeles Glendale Philadelphia Charlotte Frisco Cleveland Kansas City Denver Nashville Houston Pasadena Chicago Harrison |
| Férőhely: 69 176                | Saint Paul Los Angeles Glendale Philadelphia Charlotte Frisco Cleveland Kansas City Denver Nashville Houston Pasadena Chicago Harrison | Saint Paul Los Angeles Glendale Philadelphia Charlotte Frisco Cleveland Kansas City Denver Nashville Houston Pasadena Chicago Harrison | Saint Paul Los Angeles Glendale Philadelphia Charlotte Frisco Cleveland Kansas City Denver Nashville Houston Pasadena Chicago Harrison |
|                                 | Saint Paul Los Angeles Glendale Philadelphia Charlotte Frisco Cleveland Kansas City Denver Nashville Houston Pasadena Chicago Harrison | Saint Paul Los Angeles Glendale Philadelphia Charlotte Frisco Cleveland Kansas City Denver Nashville Houston Pasadena Chicago Harrison | Saint Paul Los Angeles Glendale Philadelphia Charlotte Frisco Cleveland Kansas City Denver Nashville Houston Pasadena Chicago Harrison |
| Nashville                       | Saint Paul Los Angeles Glendale Philadelphia Charlotte Frisco Cleveland Kansas City Denver Nashville Houston Pasadena Chicago Harrison | Saint Paul Los Angeles Glendale Philadelphia Charlotte Frisco Cleveland Kansas City Denver Nashville Houston Pasadena Chicago Harrison | Saint Paul Los Angeles Glendale Philadelphia Charlotte Frisco Cleveland Kansas City Denver Nashville Houston Pasadena Chicago Harrison |
| Nissan Stadium                  | Saint Paul Los Angeles Glendale Philadelphia Charlotte Frisco Cleveland Kansas City Denver Nashville Houston Pasadena Chicago Harrison | Saint Paul Los Angeles Glendale Philadelphia Charlotte Frisco Cleveland Kansas City Denver Nashville Houston Pasadena Chicago Harrison | Saint Paul Los Angeles Glendale Philadelphia Charlotte Frisco Cleveland Kansas City Denver Nashville Houston Pasadena Chicago Harrison |
| Férőhely: 69 143                | Saint Paul Los Angeles Glendale Philadelphia Charlotte Frisco Cleveland Kansas City Denver Nashville Houston Pasadena Chicago Harrison | Saint Paul Los Angeles Glendale Philadelphia Charlotte Frisco Cleveland Kansas City Denver Nashville Houston Pasadena Chicago Harrison | Saint Paul Los Angeles Glendale Philadelphia Charlotte Frisco Cleveland Kansas City Denver Nashville Houston Pasadena Chicago Harrison |
|                                 | Saint Paul Los Angeles Glendale Philadelphia Charlotte Frisco Cleveland Kansas City Denver Nashville Houston Pasadena Chicago Harrison | Saint Paul Los Angeles Glendale Philadelphia Charlotte Frisco Cleveland Kansas City Denver Nashville Houston Pasadena Chicago Harrison | Saint Paul Los Angeles Glendale Philadelphia Charlotte Frisco Cleveland Kansas City Denver Nashville Houston Pasadena Chicago Harrison |
| Cleveland                       | Glendale (Phoenix környéke) | Chicago | Harrison, New Jersey (New York környéke)                                                                                               |
| FirstEnergy Stadium             | State Farm Stadium | Soldier Field | Red Bull Arena |
| Férőhely: 67 895                | Férőhely: 63 400 | Férőhely: 61 500 | Férőhely: 25 000 |
|                                 | | | |
| Los Angeles                     | Frisco (Dallas/Fort Worth környéke) | Saint Paul (Minneapolis környéke) | Kansas City (Kansas City környéke) |
| Banc of California Stadium      | Toyota Stadium | Allianz Field | Children's Mercy Park |
| Férőhely: 22 000                | Férőhely: 20 500 | Férőhely: 19 400 | Férőhely: 18 467 |
|                                 | | | |

### Costa Rica
| San José de Costa Rica | San José               |
| San José de Costa Rica | Nacional de Costa Rica |
| San José de Costa Rica | Férőhely: 35 175       |
| San José de Costa Rica |                        |

### Jamaica
| Kingston | Kingston          |
| Kingston | Independence Park |
| Kingston | Férőhely: 35 000  |
| Kingston |                   |

## Csoportkör
A 16 csapatot négy csoportba sorsolták. A csoportok végső sorrendje körmérkőzések után alakult ki. Mindegyik csapat a másik három ellenfelével egy–egy mérkőzést játszott, összesen 6 mérkőzést rendeztek csoportonként. A csoportok első két helyezettje jutott tovább a negyeddöntőbe, ahonnan egyenes kieséses rendszerben folytatódtak a küzdelmek. Bronzmérkőzést nem játszottak.
A mérkőzések kezdési időpontjai helyi idő szerint, zárójelben magyar idő szerint értendők.
A sorrendet a következő pontok alapján határozták meg:
1. több szerzett pont (3 pont egy győzelem, 1 pont egy döntetlen, 0 pont egy vereség)
2. jobb gólkülönbség az összes mérkőzésen;
3. több szerzett gól az összes mérkőzésen;
4. több szerzett pont az azonosan álló csapatok között lejátszott mérkőzéseken;
5. jobb gólkülönbség az azonosan álló csapatok között lejátszott mérkőzéseken;
6. több szerzett gól az azonosan álló csapatok között lejátszott mérkőzéseken;
7. alacsonyabb fair play pontszám (egy mérkőzésen csak egy alkalmazható játékosonként)
  - 1 pont egy sárga lap;
  - 3 pont a két sárga lap utáni piros lap;
  - 4 pont egy azonnali piros lap;
  - 5 pont egy sárga lap utáni azonnali piros lap;
8. sorsolás.

### A csoport
| Hely. | Csapat     | M | Gy | D | V | G+ | G– | Gk  | P | Továbbjutás                                |
| ----- | ---------- | - | -- | - | - | -- | -- | --- | - | ------------------------------------------ |
| 1.    | Mexikó     | 3 | 3  | 0 | 0 | 13 | 3  | +10 | 9 | Továbbjutott az egyenes kieséses szakaszba |
| 2.    | Kanada     | 3 | 2  | 0 | 1 | 12 | 3  | +9  | 6 | Továbbjutott az egyenes kieséses szakaszba |
| 3.    | Martinique | 3 | 1  | 0 | 2 | 5  | 7  | −2  | 3 |                                            |
| 4.    | Kuba       | 3 | 0  | 0 | 3 | 0  | 17 | −17 | 0 |                                            |

| 2019. június 15. 16:30 (1:30) |

| Kanada                                | 4–0               | Martinique |
| ------------------------------------- | ----------------- | ---------- |
| David 33' 53' Hoilett 63' Arfield 67' | (1–0) Jegyzőkönyv |            |

| Rose Bowl, Pasadena Nézőszám: 65 527 Játékvezető: Said Martínez (hondurasi) |

| 2019. június 15. 19:30 (4:00) |

| Mexikó                                               | 7–0               | Kuba |
| ---------------------------------------------------- | ----------------- | ---- |
| Antuna 2' 44' 80' Jiménez 31' 64' Reyes 38' Vega 74' | (4–0) Jegyzőkönyv |      |

| Rose Bowl, Pasadena Nézőszám: 65 527 Játékvezető: John Pitti (panamai) |

| 2019. június 19. 18:00 (4:00) |

| Kuba | 0–3               | Martinique                         |
| ---- | ----------------- | ---------------------------------- |
|      | (0–1) Jegyzőkönyv | Marveaux 45' Abaul 70' Fortuné 84' |

| Broncos Stadium at Mile High, Denver Nézőszám: 52 874 Játékvezető: Abdulramán al-Dzsasszím (katari) |

| 2019. június 19. 20:30 (6:30) |

| Mexikó                        | 3–1               | Kanada        |
| ----------------------------- | ----------------- | ------------- |
| Alvarado 40' Guardado 54' 77' | (1–0) Jegyzőkönyv | Cavallini 75' |

| Broncos Stadium at Mile High, Denver Nézőszám: 52 874 Játékvezető: Henry Bejarano (Costa Rica-i) |

| 2019. június 23. 18:00 (0:00) |

| Kanada                                               | 7–0               | Kuba |
| ---------------------------------------------------- | ----------------- | ---- |
| David 3' 71' 77' Cavallini 21' 43' 45+1' Hoilett 50' | (4–0) Jegyzőkönyv |      |

| Bank of America Stadium, Charlotte Nézőszám: 59 283 Játékvezető: Armando Villarreal (Costa Rica-i) |

| 2019. június 23. 20:30 (2:30) |

| Martinique              | 2–3               | Mexikó                             |
| ----------------------- | ----------------- | ---------------------------------- |
| Parsemain 56' Delem 84' | (0–1) Jegyzőkönyv | Antuna 29' Jiménez 61' Navarro 72' |

| Bank of America Stadium, Charlotte Nézőszám: 59 283 Játékvezető: Iván Barton (amerikai) |

### B csoport
| Hely. | Csapat         | M | Gy | D | V | G+ | G– | Gk | P | Továbbjutás                                |
| ----- | -------------- | - | -- | - | - | -- | -- | -- | - | ------------------------------------------ |
| 1.    | Haiti          | 3 | 3  | 0 | 0 | 6  | 2  | +4 | 9 | Továbbjutott az egyenes kieséses szakaszba |
| 2.    | Costa Rica (R) | 3 | 2  | 0 | 1 | 7  | 3  | +4 | 6 | Továbbjutott az egyenes kieséses szakaszba |
| 3.    | Bermuda        | 3 | 1  | 0 | 2 | 4  | 4  | 0  | 3 |                                            |
| 4.    | Nicaragua      | 3 | 0  | 0 | 3 | 0  | 8  | −8 | 0 |                                            |

| 2019. június 16. 16:00 (0:00) |

| Haiti           | 2–1               | Bermuda        |
| --------------- | ----------------- | -------------- |
| Pierrot 54' 66' | (0–1) Jegyzőkönyv | Leverock 45+2' |

| Estadio Nacional de Costa Rica, San José de Costa Rica Nézőszám: 19 140 Játékvezető: Daneon Parchment (jamaicai) |

| 2019. június 16. 18:30 (2:30) |

| Costa Rica                                  | 4–0               | Nicaragua |
| ------------------------------------------- | ----------------- | --------- |
| Oviedo 7' Borges 19' Aguilar 45+1' Cruz 75' | (3–0) Jegyzőkönyv |           |

| Estadio Nacional de Costa Rica, San José de Costa Rica Nézőszám: 19 140 Játékvezető: Marco Ortiz (mexikói) |

| 2019. június 20. 18:00 (1:00) |

| Nicaragua | 0–2               | Haiti                      |
| --------- | ----------------- | -------------------------- |
|           | (0–2) Jegyzőkönyv | Saba 22' Rosas 33' (öngól) |

| Toyota Stadium, Frisco Nézőszám: 7000 Játékvezető: Mario Escobar (guatemalai) |

| 2019. június 20. 20:30 (3:30) |

| Costa Rica             | 2–1               | Bermuda              |
| ---------------------- | ----------------- | -------------------- |
| George 30' Aguilar 54' | (1–0) Jegyzőkönyv | Wells 59' (11-esből) |

| Toyota Stadium, Frisco Nézőszám: 7000 Játékvezető: Yadel Martinez (kubai) |

| 2019. június 24. 18:30 (0:30) |

| Bermuda               | 2–0               | Nicaragua |
| --------------------- | ----------------- | --------- |
| Simmons 60' Wells 71' | (0–0) Jegyzőkönyv |           |

| Red Bull Arena, Harrison Nézőszám: 20 044 Játékvezető: Adonai Escobedo (mexikói) |

| 2019. június 24. 21:00 (3:00) |

| Haiti                           | 2–1               | Costa Rica  |
| ------------------------------- | ----------------- | ----------- |
| Nazon 57' (11-esből) Alexis 81' | (0–1) Jegyzőkönyv | Saborío 13' |

| Red Bull Arena, Harrison Nézőszám: 20 044 Játékvezető: Ismail Elfath (amerikai) |

### C csoport
| Hely. | Csapat      | M | Gy | D | V | G+ | G– | Gk | P | Továbbjutás                                |
| ----- | ----------- | - | -- | - | - | -- | -- | -- | - | ------------------------------------------ |
| 1.    | Jamaica (R) | 3 | 1  | 2 | 0 | 4  | 3  | +1 | 5 | Továbbjutott az egyenes kieséses szakaszba |
| 2.    | Curaçao     | 3 | 1  | 1 | 1 | 2  | 2  | 0  | 4 | Továbbjutott az egyenes kieséses szakaszba |
| 3.    | Salvador    | 3 | 1  | 1 | 1 | 1  | 4  | −3 | 4 |                                            |
| 4.    | Honduras    | 3 | 1  | 0 | 2 | 6  | 4  | +2 | 3 |                                            |

| 2019. június 17. 18:00 (1:00) |

| Curaçao | 0–1               | Salvador      |
| ------- | ----------------- | ------------- |
|         | (0–1) Jegyzőkönyv | Bonilla 45+2' |

| Independence Park, Kingston Nézőszám: 17 874 Játékvezető: Walter López (guatemalai) |

| 2019. június 17. 20:30 (3:30) |

| Jamaica                 | 3–2               | Honduras                  |
| ----------------------- | ----------------- | ------------------------- |
| Orgill 15' 41' Lowe 56' | (2–0) Jegyzőkönyv | Lozano 54' Castillo 90+2' |

| Independence Park, Kingston Nézőszám: 17 874 Játékvezető: Jair Marrufo (amerikai) |

| 2019. június 21. 18:00 (1:00) |

| Salvador | 0–0         | Jamaica |
| -------- | ----------- | ------- |
|          | Jegyzőkönyv |         |

| BBVA Compass Stadium, Houston Nézőszám: 22 395 Játékvezető: John Pitti (panamai) |

| 2019. június 21. 20:30 (3:30) |

| Honduras | 0–1               | Curaçao    |
| -------- | ----------------- | ---------- |
|          | (0–1) Jegyzőkönyv | Bacuna 40' |

| BBVA Compass Stadium, Houston Nézőszám: 22 395 Játékvezető: Juan Gabriel Calderón (Costa Rica-i) |

| 2019. június 25. 17:00 (2:00) |

| Jamaica       | 1–1               | Curaçao     |
| ------------- | ----------------- | ----------- |
| Nicholson 14' | (1–0) Jegyzőkönyv | Gaari 90+3' |

| Banc of California Stadium, Los Angeles Nézőszám: 28 017 Játékvezető: Marco Ortíz (mexikói) |

| 2019. június 25. 19:30 (4:30) |

| Honduras                                          | 4–0               | Salvador |
| ------------------------------------------------- | ----------------- | -------- |
| Álvarez 59' Castillo 65' Acosta 75' Izaguirre 90' | (0–0) Jegyzőkönyv |          |

| Banc of California Stadium, Los Angeles Nézőszám: 28 014 Játékvezető: Fernando Guerrero (mexikói) |

### D csoport
| Hely. | Csapat               | M | Gy | D | V | G+ | G– | Gk  | P | Továbbjutás                                |
| ----- | -------------------- | - | -- | - | - | -- | -- | --- | - | ------------------------------------------ |
| 1.    | Egyesült Államok (R) | 3 | 3  | 0 | 0 | 11 | 0  | +11 | 9 | Továbbjutott az egyenes kieséses szakaszba |
| 2.    | Panama               | 3 | 2  | 0 | 1 | 6  | 3  | +3  | 6 | Továbbjutott az egyenes kieséses szakaszba |
| 3.    | Guyana               | 3 | 0  | 1 | 2 | 3  | 9  | −6  | 1 |                                            |
| 4.    | Trinidad és Tobago   | 3 | 0  | 1 | 2 | 1  | 9  | −8  | 1 |                                            |

| 2019. június 18. 18:30 (1:30) |

| Panama                  | 2–0               | Trinidad és Tobago |
| ----------------------- | ----------------- | ------------------ |
| Cooper 53' Bárcenas 68' | (0–0) Jegyzőkönyv |                    |

| Allianz Field, Saint Paul Nézőszám: 19 418 Játékvezető: Adonai Escobedo (mexikói) |

| 2019. június 18. 21:00 (4:00) |

| Egyesült Államok                    | 4–0               | Guyana |
| ----------------------------------- | ----------------- | ------ |
| Arriola 28' Boyd 51' 81' Zardes 55' | (1–0) Jegyzőkönyv |        |

| Allianz Field, Saint Paul Nézőszám: 19 418 Játékvezető: Iván Barton (salvadori) |

| 2019. június 22. 17:30 (23:30) |

| Guyana                                | 2–4               | Panama                                                              |
| ------------------------------------- | ----------------- | ------------------------------------------------------------------- |
| Danns 33' (11-esből) 90+3' (11-esből) | (1–2) Jegyzőkönyv | Arroyo 16' Vancooten 40' (öngól) Davis 51' (11-esből) G. Torres 86' |

| FirstEnergy Stadium, Cleveland Nézőszám: 23 921 Játékvezető: Daneon Parchment (jamaicai) |

| 2019. június 22. 20:00 (2:00) |

| Egyesült Államok                                    | 6–0               | Trinidad és Tobago |
| --------------------------------------------------- | ----------------- | ------------------ |
| Long 41' 90' Zardes 66' 69' Pulisic 73' Arriola 78' | (1–0) Jegyzőkönyv |                    |

| FirstEnergy Stadium, Cleveland Nézőszám: 23 921 Játékvezető: Said Martínez (hondurasi) |

| 2019. június 26. 17:30 (0:30) |

| Trinidad és Tobago | 1–1               | Guyana    |
| ------------------ | ----------------- | --------- |
| Molino 80'         | (0–0) Jegyzőkönyv | Danns 54' |

| Children's Mercy Park, Kansas City Nézőszám: 17 037 Játékvezető: Juan Gabriel Calderón (costa rica-i) |

| 2019. június 26. 20:00 (3:00) |

| Panama | 0–1               | Egyesült Államok |
| ------ | ----------------- | ---------------- |
|        | (0–0) Jegyzőkönyv | Altidore 66'     |

| Children's Mercy Park, Kansas City Nézőszám: 17 037 Játékvezető: Abdulramán al-Dzsasszím (katari) |

## Egyenes kieséses szakasz
Az egyenes kieséses szakaszban ha a rendes játékidő végén döntetlen volt az állás, akkor 2×15 perces hosszabbítás, majd ha ez követően is döntetlen volt az állás, akkor büntetőpárbaj következett.
|  |              |                  |                  |                  |   |           |           |           |  |  |       |       |       |
|  | Negyeddöntők | Negyeddöntők     | Negyeddöntők     |                  |   | Elődöntők | Elődöntők | Elődöntők |  |  | Döntő | Döntő | Döntő |
|  | Negyeddöntők | Negyeddöntők     | Negyeddöntők     |                  |   | Elődöntők | Elődöntők | Elődöntők |  |  | Döntő | Döntő | Döntő |
|  | június 29.   |                  |                  |                  |   |           |           |           |  |  |       |       |       |
|  |              |                  |                  |                  |   |           |           |           |  |  |       |       |       |
|  | B1           | Haiti            | 3                |                  |   |           |           |           |  |  |       |       |       |
|  | B1           | Haiti            | 3                | július 2.        |   |           |           |           |  |  |       |       |       |
|  | A2           | Kanada           | 2                |                  |   |           |           |           |  |  |       |       |       |
|  | A2           | Kanada           | 2                |                  |   | Haiti     | Haiti     | 0         |  |  |       |       |       |
|  | június 29.   |                  |                  |                  |   | Haiti     | Haiti     | 0         |  |  |       |       |       |
|  |              |                  | Mexikó (h.u.)    | Mexikó (h.u.)    | 1 |           |           |           |  |  |       |       |       |
|  | A1           | Mexikó           | Mexikó (h.u.)    | Mexikó (h.u.)    | 1 | 1 (5)     |           |           |  |  |       |       |       |
|  | A1           | Mexikó           |                  |                  |   | 1 (5)     | július 7. |           |  |  |       |       |       |
|  | B2           | Costa Rica       | 1 (4)            |                  |   |           |           |           |  |  |       |       |       |
|  | B2           | Costa Rica       | 1 (4)            |                  |   | Mexikó    | Mexikó    | 1         |  |  |       |       |       |
|  | június 30.   |                  |                  |                  |   | Mexikó    | Mexikó    | 1         |  |  |       |       |       |
|  |              |                  | Egyesült Államok | Egyesült Államok | 0 |           |           |           |  |  |       |       |       |
|  | C1           | Jamaica          | Egyesült Államok | Egyesült Államok | 0 | 1         |           |           |  |  |       |       |       |
|  | C1           | Jamaica          | július 3.        |                  |   | 1         |           |           |  |  |       |       |       |
|  | D2           | Panama           | 0                |                  |   |           |           |           |  |  |       |       |       |
|  | D2           | Panama           | 0                |                  |   | Jamaica   | Jamaica   | 1         |  |  |       |       |       |
|  | június 30.   |                  |                  |                  |   | Jamaica   | Jamaica   | 1         |  |  |       |       |       |
|  |              |                  | Egyesült Államok | Egyesült Államok | 3 |           |           |           |  |  |       |       |       |
|  | D1           | Egyesült Államok | Egyesült Államok | Egyesült Államok | 3 | 1         |           |           |  |  |       |       |       |
|  | D1           | Egyesült Államok |                  |                  |   |           |           |           |  |  |       |       |       |
|  | C2           | Curaçao          | 0                |                  |   |           |           |           |  |  |       |       |       |
|  | C2           | Curaçao          | 0                |                  |   |           |           |           |  |  |       |       |       |
|  |              |                  |                  |                  |   |           |           |           |  |  |       |       |       |

### Negyeddöntők
| 2019. június 29. 18:00 (1:00) |

| Haiti                                        | 3–2               | Kanada                  |
| -------------------------------------------- | ----------------- | ----------------------- |
| Nazon 50' Bazile 70' (11-esből) Guerrier 76' | (0–2) Jegyzőkönyv | David 18' Cavallini 28' |

| NRG Stadium, Houston Nézőszám: 70 788 Játékvezető: Jair Marrufo (amerikai) |

| 2019. június 29. 22:00 (4:00) |

| Mexikó                                          | 1–1 (h. u.)                 | Costa Rica                              |
| ----------------------------------------------- | --------------------------- | --------------------------------------- |
| Jiménez 44'                                     | (1–0, 1–1, 1–1) Jegyzőkönyv | Ruiz 52' (11-esből)                     |
| Büntetőpárbaj                                   |                             |                                         |
| Jiménez Montes Alvarado Gallardo Moreno Salcedo | 5–4                         | Borges Aguilar Leal Duarte Calvo Fuller |

| NRG Stadium, Houston Nézőszám: 70 788 Játékvezető: John Pitti (panamai) |

| 2019. június 30. 17:30 (23:30) |

| Jamaica                 | 1–0               | Panama |
| ----------------------- | ----------------- | ------ |
| Mattocks 75' (11-esből) | (0–0) Jegyzőkönyv |        |

| Lincoln Financial Field, Philadelphia Nézőszám: 26 233 Játékvezető: Mario Escobar (guatemalai) |

| 2019. június 30. 20:30 (2:30) |

| Egyesült Államok | 1–0               | Curaçao |
| ---------------- | ----------------- | ------- |
| McKennie 25'     | (1–0) Jegyzőkönyv |         |

| Lincoln Financial Field, Philadelphia Nézőszám: 26 233 Játékvezető: Adonai Escobedo (mexikói) |

### Elődöntők
| 2019. július 2. 19:30 (4:30) |

| Haiti | 0–1 (h. u.)                 | Mexikó                 |
| ----- | --------------------------- | ---------------------- |
|       | (0–0, 0–0, 0–1) Jegyzőkönyv | Jiménez 93' (11-esből) |

| State Farm Stadium, Glendale Nézőszám: 64 128 Játékvezető: Abdulramán al-Dzsasszím (katari) |

| 2019. július 3. 20:30 (3:30) |

| Jamaica       | 1–3               | Egyesült Államok            |
| ------------- | ----------------- | --------------------------- |
| Nicholson 69' | (0–1) Jegyzőkönyv | McKennie 9' Pulisic 52' 87' |

| Nissan Stadium, Nashville Nézőszám: 28 473 Játékvezető: Iván Barton (salvadori) |

### Döntő
| 2019. július 7. 20:15 (2:15) |

| Mexikó         | 1–0               | Egyesült Államok |
| -------------- | ----------------- | ---------------- |
| Dos Santos 73' | (0–0) Jegyzőkönyv |                  |

| Soldier Field, Chicago Nézőszám: 62 493 Játékvezető: Mario Escobar (guatemalai) |

| A 2019-es CONCACAF-aranykupa győztese |
| ------------------------------------- |
| · Mexikó · 8. cím                     |